# Pokémon Battle Revolution
Pokémon Battle Revolution (яп. ポケモンバトルレボリューション покэмон батору рэборю:сён, «Покемон: Боевая революция») — первая игра серии Pokémon для игровой приставки Nintendo Wii. Она была разработана студией Genius Sonority и выпущена Nintendo в 2006 году. Pokémon Battle Revolution — вторая после Super Smash Bros. Brawl игра для Wii, использующая Nintendo Wi-Fi Connection, и первая игра, имеющая возможность соединения с играми для Nintendo DS.
В игру можно загружать покемонов из игр Pokémon Diamond, Pearl, Platinum, HeartGold и SoulSilver и играть за них на Wii, подобно тому, как покемонов из игр первого и второго поколений можно было загружать в Pokémon Stadium и Pokémon Stadium 2. Боевая механика в точности повторяет ту, что в портативных выпусках основной серии игр. Битвы происходят на одиннадцати стадионах в парке развлечений, называемом Покетопией. В общем и целом Battle Revolution получила весьма неоднозначные отзывы.

## Геймплей
Бои происходят на одиннадцати «Колизеях», у каждого Колизея есть свой лидер и свои правила. Побеждая в боях, игрок зарабатывает «Покекупоны» — игровую валюту, которую можно потратить на предметы или изменение внешнего вида игрового персонажа, к примеру, его одежды, цвета кожи и волос. Время от времени можно покупать новых покемонов. В отличие от более ранних Pokémon Colosseum и Pokémon XD: Gale of Darkness, в Pokémon Battle Revolution отсутствует режим на прохождение сюжета.
Так как у Battle Revolution есть возможность связи с играми основной серии для Nintendo DS, в данной игре можно покупать покемонов на игровую валюту и пересылать их в игры четвёртого поколения. Функция также позволяет игрокам получить покемонов, которые трудно или невозможно получить без использования читерства. Чтобы разблокировать покемонов, игроки должны достигнуть определённых целей или ввести специальный код.

### Боевая система

Битва в игре. Два покемона игрока сражаются с двумя покемонами его соперника

Боевая система игры полностью копирует боевую систему из портативных игр основной серии. Битвы проходят в пошаговом режиме, в бою можно использовать от одного до шести покемонов. Во время хода игроку предлагается использовать одну из четырёх способностей покемона, сменить сражающегося покемона или сдаться и прекратить бой. За ход можно сделать лишь одно действие из этого списка, после чего право хода переходит к противоположной стороне. Проводятся битвы покемонов, где с каждой стороны один сражающийся покемон, а также бои, где с каждой стороны их два. Как и в играх основной серии, покемону можно дать предмет, который он может использовать в определённый момент боя или каким-либо другим способом влияет на ход битвы. Всего в игре существует 493 вида покемонов. Каждый покемон относится к какому-либо типу, например, к огненному, водному, электрическому и др., также покемоны могут принадлежать сразу к двум типам, сочетая некоторые их особенности. От этого нередко зависит исход боя, например, покемон огненного типа может одержать победу над более сильным покемоном, который относится к травяному типу, но сам, в свою очередь, будет уязвим для атак водных или каменных покемонов. У покемонов есть очки жизни (HP), количество которых уменьшается, если покемон получает урон. Если очки жизни иссякают, покемон падает без сознания и не может больше драться.

### Онлайн-функции
В игре есть два режима битвы по онлайну: «битва с другом», где необходимо ввести Индивидуальный код Nintendo Wii того игрока, с которым необходимо сразиться, и «битва со случайным игроком», где противник выбирается случайным образом. После каждой случайной битвы игроки получают возможность обмениваться тренерскими картами. Обмен должен быть взаимным, и он не произойдёт, если один из игроков откажется от данной функции. Онлайн-возможности впервые используются в серии на стационарных консолях, и во второй раз для самой консоли Wii после Super Smash Bros. Brawl.

## Разработка и выпуск

Пикачу, выполняющий атаку «Сёрфинг»

Pokémon Battle Revolution была разработана студией Genius Sonority и выпущена компанией Nintendo. Ёсиаки Ивасава, возглавлявший команду разработчиков, вспоминал, что игру разрабатывали ещё до выхода Wii, и, так как параллельно Game Freak разрабатывала Pokémon Diamond и Pearl, то приходилось постоянно сверяться с их наработками, чтобы была совместимость между играми. Разработчики хотели, чтобы игровой мир был единообразным, но при этом завлекающим, именно поэтому было решено стилизовать Покетопию под парк развлечений. Когда проводились работы над кастомизацией внешнего вида персонажей, разработчики постоянно оглядывались на дизайн уже существующих персонажей, чтобы новые герои хорошо вписывались в антураж игры. Трудности вызвало создание трёхмерных моделей покемонов, особенно это касается покемонов большого размера: их нужно было нарисовать так, чтобы все 493 вида покемонов выглядели одинаково хорошо с одного и того же ракурса. Кроме того, было трудно анимировать атаки покемонов: атака «Сейсмический бросок» вышла чересчур комичной, а для создания атаки «Сёрфинг» требовалось изобразить большую волну, отрисовка которой сильно нагружала процессор Wii.
Анонс Pokémon Battle Revolution состоялся на пресс-конференции Nintendo 7 июня 2006 года. Сатору Ивата, президент Nintendo, привёл эту игру в качестве примера возможности соединения Nintendo DS и Wii, добавив, что обладатели Pokémon Diamond или Pearl могут переносить своих покемонов оттуда в Battle Revolution и играть, используя DS в качестве контроллера. Процесс соединения Wii с портативной консолью DS был впервые продемонстрирован на выставке Nintendo World Tour в 2006 году. В игре появилась возможность использовать картриджи с Pokémon Diamond или Pearl для отображения на экране меню атак.

## Отзывы и критика
| Сводный рейтинг       | Сводный рейтинг |
| Агрегатор             | Оценка          |
| --------------------- | --------------- |
| GameRankings          | 53,19 %         |
| Game Ratio            | 60 %            |
| Metacritic            | 53 %            |
| MobyRank              | 51/100          |
| Иноязычные издания    |                 |
| Издание               | Оценка          |
| 1UP.com               | C-              |
| AllGame               | [ 14 ]          |
| Eurogamer             | 4/10            |
| Famitsu               | 35/40           |
| Game Informer         | 5,8/10          |
| GamePro               | 6/10            |
| GameRevolution        | C               |
| GameSpot              | 5,5/10          |
| GameSpy               | [ 19 ]          |
| GamesRadar+           | [ 20 ]          |
| GameTrailers          | 5,7/10          |
| IGN                   | 5/10            |
| Nintendo Power        | 6,5/10          |
| Nintendo World Report | 5/10            |
| PALGN                 | 5/10            |
| Русскоязычные издания |                 |
| Издание               | Оценка          |
| «Страна игр»          | 6/10            |

Игра получила неоднозначную реакцию от критиков: она имеет 53 % на сайте Metacritic, 60 % на Game Ratio, 51 из 100 на сайте MobyRanks и 53,19 % на сайте GameRankings. IGN поставил ей 5/10, с неодобрением высказавшись о том, что многие функции, появившиеся в Pokémon Stadium и в Pokémon Colosseum, к примеру, мини-игры и режим прохождения сюжета, были просто выброшены из игрового процесса. Многопользовательская игра также подверглась критике из-за отсутствия режима турнира: рецензент писал, что он недалеко ушёл от игр для Nintendo DS, однопользовательская игра же была названа «просто смешной» из-за своей поверхностности. GameSpot поставил Pokémon Battle Revolution 5,5 баллов из десяти, подчеркнув, что геймплей однообразный и повторяющийся, и что, не обладая Nintendo DS и Pokémon Diamond или Pearl, в игре просто нечего делать. GameTrailers критиковал графику, назвав 3D-модели покемонов «угловатыми», в итоге поставив оценку в 5,7/10. Журнал Eurogamer, напротив, утверждал, что графика довольно неплоха, тем не менее, обозреватель писал, что в игре меньше возможностей даже по сравнению с Pokémon Stadium. В журнале игре присвоили низкую оценку в 4 балла из десяти. Сайт Allgame дал игре оценку в три с половиной звезды из пяти, а Nintendo World Report назвал самой сильной стороной игры высококачественное визуальное исполнение, но раскритиковал геймплей, отсутствие голосового чата в многопользовательской игре, как в Diamond и Pearl, в итоге решив, что игру не стоит покупать даже самым ярым фанатам покемонов, и что у неё явно завышена цена — розничная цена игры составляла 50 долларов США, а рецензент посчитал, что цена у неё была бы достойной, если бы она стоила 10-20 долларов и если бы она распространялась через сервис WiiWare.
Game Informer дал игре оценку в 5,75 баллов из десяти, высказав те же самые замечания, что и GameSpot, а Nintendo Power оценил игру в 6,5 баллов из десяти, похвалив многопользовательскую игру, но раскритиковав слабо развитый однопользовательский режим. Тем не менее, японский журнал Famitsu поставил игре высокую оценку 35/40, а Game Oracle — 75 %, при этом похвал были удостоены графика, геймплей и музыкальное сопровождение. Джереми Пэриш с сайта 1UP.com отметил, что игра будет интересна исключительно фанатам серии и что единственный интересный аспект в игре — это многопользовательская игра, а высказал своё недовольство отсутствием исследования игрового мира, одной из важнейших составляющих игр серии. Итог своего обзора Пэриш подводит вопросом: «В чём же смысл Battle Revolution, если она просто копирует портативные игры Pokémon, и то, делает это не очень хорошо?». GameSpy раскритиковал многопользовательский режим, отметив отсутствие счёта выигрышей и поражений, и назвал неудобной систему «битвы с другом» с помощью ввода двадцатизначного френд-кода. Несмотря на все отрицательные отзывы, Pokémon Battle Revolution имела достаточно хорошие продажи: по всему миру было продано 1,52 млн копий, из них 0,77 млн — в Америке, 0,33 млн — в Европе, 0,3 млн — в Японии, и 0,12 млн по всему остальному миру.